# Montégut-Bourjac
Montégut-Bourjac är en kommun i departementet Haute-Garonne i regionen Occitanien i södra Frankrike. Kommunen ligger i kantonen Le Fousseret som tillhör arrondissementet Muret. År 2022 hade Montégut-Bourjac 128 invånare.

## Befolkningsutveckling
Antalet invånare i kommunen Montégut-Bourjac
Referens:INSEE